# Torre Libeskind
La Torre Libeskind, apodada il Curvo, es un rascacielos  de 173 metros y 34 plantas ubicado en Milán. Forma parte del proyecto de recalificación de la histórica Feria de Milán, y lleva el nombre de su diseñador, el arquitecto americano Daniel Libeskind.

## Características
El edificio está concebido como parte de una esfera ideal que envuelve la plaza de las Tres Torres y ha sido diseñado para albergar espacio de oficinas. La torre está caracterizada la fuerte iconicidad de su forma curva, con un  núcleo de distribución vertical prismático, y una silueta que sobresale.
La torre acogerá a alrededor 2.000 personas y junto con las torres Isozaki y Hadid completará la zona Business District de CityLife (zona recalificada de la antigua feria de Milán).
La torre estará también conectada directamente mediante un vestíbulo de dos niveles, a las galerías comerciales y una vía cubierta a la estación Tres Torres de la línea M5, situada en la plaza central homónima.

## Construcción
La construcción del edificio comenzó en 2015. En octubre de 2015 comenzaron los trabajos de cimentación de la torre. La colocación de la primera piedra tuvo lugar el 28 de junio de 2016.

## Transportes
- Tre Torri